# Theodor Schlumberger
Theodor Schlumberger (* 13. Mai 1840 in Mülhausen; † 18. Februar 1917 ebenda) war Textilfabrikant und Mitglied des Deutschen Reichstags.

## Leben
Schlumberger besuchte das Gymnasium in Mülhausen bis 1856, studierte 1857 Mathematik in Paris, besuchte dann die Technische Hochschule von 1858 bis 1861 und erwarb den Ingenieur-Titel im mechanischen Fach in Paris. Nach einjährigem Aufenthalt in England trat er als technischer Leiter ins väterliche Geschäft. Weiter war er Aufsichtsratsmitglied von mehreren elsässischen Textilfabriken, Banken, Straßenbahnen usw. 1899 war er als Aktionär an der Gründung der Vereinigte Glanzstoff-Fabriken beteiligt. Auch war er Vorsitzender des elsässischen industriellen Syndikats und Mülhauser Handelskammer-Mitglied. Theodor Schlumberger wurde mit dem Titel „Kommerzienrat“ geehrt. Nachdem Eduard Köchlin sein Mandat vor der Eröffnung des Landtags zurückgab, wurde Schlumberger von der Handelskammer zum Mitglied der ersten Kammer des Landtags des Reichslandes Elsaß-Lothringen gewählt.
Von Juli 1900 bis 1907 war er Mitglied des Deutschen Reichstags für den Wahlkreis Elsaß-Lothringen 2 (Mülhausen) und die Nationalliberale Partei.